# Герб Амадори
Ге́рб Амадо́ри — офіційний символ міста Амадора, Португалія. Використовується як територіальний герб. У зеленому щиті срібний триарковий акведук. Над ним обернений ліворуч срібний вітровказ, що прив'язаний до золотої жердини. За ним навхрест червоний повітряний гвинт, підбитий золотом. Під акведуком зображено золоте гранатове дерево із трьома великими гілками, на яких висять червоні плоди. Щит увінчує срібна мурована міська корона з п'ятьма вежами.  Під щитом біла стрічка, на якій великими літерами напис португальською: «cidade da Amadora» (місто Амадора).  Офіційно затверджений 15 лютого 1984 року.  Композиція в главі щита символізує місцевий аеропорт, акведук — стародавню історію та культуру, дерево — розвиток міста.

## Галерея

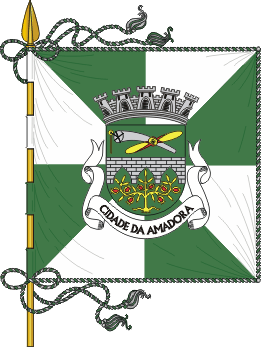
Прапор